# Соляная шахта (Бохня)
 Памятник истории: Указом президента Александра Квасьневского от 26 сентября 2000 года
Соляная шахта в Бохне (с XIII века до 1772 года часть Краковской жупы) на юге Польши — одна из старейших в мире и Европе соляных шахт и самая старая в Польше. Находится на территории города Бохня, Малопольское воеводство, Польша. Объект всемирного наследия ЮНЕСКО. Памятник культуры Малопольского воеводства.

## История
Шахта была основана в 1248 году, когда здесь были обнаружены запасы каменной соли, и, как считается, через примерно 2000 или даже 3500 лет после открытия запасов соли в данном районе (в то время её получали путём выпаривания). После основания шахта стала частью Королевской соляной компании.
После издания Казимиром Великим в 1368 году устава соляных шахт начался экспорт соли на Русь и в Венгрию. В XIV веке число рабочих на шахте составляло от 120 до 150, к XV—XVI векам возросло до 500. После первого раздела Речи Посполитой в 1772 года шахта оказалась в составе Австрийской империи, и начавшийся ещё в XVII веке её упадок сменился в 1785 году новым расцветом, когда был произведён капитальный ремонт шахты. В 1794 году здесь было открыто новое месторождение соли. Шахта находилась под австрийским контролем до 1918 года, после чего снова оказалась в составе Польши.
Добыча соли в шахте продолжалась до 1964 года, после чего она была закрыта. 11 декабря 1981 года соляная шахта была внесена в реестр охраняемых памятников Малопольского воеводства (№ А-238). 26 сентября 2000 года президент Польши Александр Квасьневский объявил соляную шахту национальным историческим памятником, а в 2013 году она стала объектом Всемирного наследия ЮНЕСКО, после того как была объединена в один объект с соляной шахтой в Величках, расположенной в 20 км к западу от неё.